# حقل يامبورغ للغاز
حقل يامبورغ Yamburg gas field، هو ثالث أكبر حقل غاز طبيعي في العالم، ويقع على بعد 148.5 كم شمال الدائرة القطبية في تازوڤسكي ومقاطعة ناديمسكي-ناديمسكي، تيمن، روسيا.

## التاريخ
اكتشف الحقل عام 1969 تحت إدارة فازيلي بودشيبايكين. بدأت تطويره في 1980، وبدأ الإنتاج عام 1986. تشغله كازبروم دوبيجا أركوني، إحدى فروع كازبروم.

## الاحتياطيات
تقدر الاحتياطيات الجيولوجية في الحقل بإجمالي 8.2 تريليون متر مكعب من الغاز الطبيعي، معظمها من صخور الكريتاسي المتأخر على عمق من 1000-1210 متر. يمتد الحقل بطول 170 كم وعرض 50 كم.

## التشغيل
منذ بدء التشغيل، أنتج حقل يامبورغ أكثر من 3 تريليون متر مكعب من الغاز الطبيعي. في السنوات الأخيرة، وانتقل الإنتاج إلى مناطق أخرى من الحقل، مثل أنرياخينسكاية وخارڤوتينسكواية. خط التصدير الرئيسي للحقل هو خط أنابيب بروكس.